# Corben Bone
Corben Bone (Plano, 16 settembre 1988) è un ex calciatore statunitense, di ruolo centrocampista.

## Carriera

### Club
Ha giocato nella Major League Soccer con le maglie di Chicago Fire, Philadelphia Union e FC Cincinnati.

### Nazionale
Ha militato nelle nazionali giovanili statunitensi Under-17, Under-18 ed Under-20.

## Statistiche

### Presenze e reti nei club
Statistiche aggiornate al 29 dicembre 2021.
| Stagione               | Squadra                | Campionato             | Campionato | Campionato | Coppe nazionali | Coppe nazionali | Coppe nazionali | Coppe continentali | Coppe continentali | Coppe continentali | Altre coppe | Altre coppe | Altre coppe | Totale | Totale |
| Stagione               | Squadra                | Comp                   | Pres       | Reti       | Comp            | Pres            | Reti            | Comp               | Pres               | Reti               | Comp        | Pres        | Reti        | Pres   | Reti   |
| ---------------------- | ---------------------- | ---------------------- | ---------- | ---------- | --------------- | --------------- | --------------- | ------------------ | ------------------ | ------------------ | ----------- | ----------- | ----------- | ------ | ------ |
| 2010                   | Chicago Fire           | MLS                    | 5          | 0          | USOC            | 1               | 0               | SL                 | 2                  | 0                  |             | -           | -           | 8      | 0      |
| 2011                   | Chicago Fire           | MLS                    | 10         | 0          | USOC            | 1               | 0               |                    | -                  | -                  |             | -           | -           | 11     | 0      |
| 2012                   | Chicago Fire           | MLS                    | 2          | 0          | USOC            | 1               | 1               |                    | -                  | -                  |             | -           | -           | 3      | 1      |
| 2013                   | Chicago Fire           | MLS                    | 1          | 0          | USOC            | 0               | 0               |                    | -                  | -                  |             | -           | -           | 1      | 0      |
| Totale Chicago Fire    | Totale Chicago Fire    | Totale Chicago Fire    | 18         | 0          |                 | 3               | 1               |                    | 2                  | 0                  |             | -           | -           | 23     | 1      |
| mar.-ago. 2014         | Philadelphia Union     | MLS                    | 2          | 0          | USOC            | 0               | 0               |                    | -                  | -                  |             | -           | -           | 2      | 0      |
| ago.-set. 2014         | Wilmington Hammerheads | USL Pro                | 9+1        | 0+1        |                 | -               | -               |                    | -                  | -                  |             | -           | -           | 10     | 1      |
| 2015                   | Wilmington Hammerheads | USL                    | 19         | 0          | USOC            | 0               | 0               |                    | -                  | -                  |             | -           | -           | 19     | 0      |
| Totale W. Hammerheads  | Totale W. Hammerheads  | Totale W. Hammerheads  | 29         | 1          |                 | 0               | 0               |                    | -                  | -                  |             | -           | -           | 29     | 1      |
| 2016                   | FC Cincinnati          | USL                    | 30+1       | 0          | USOC            | 1               | 0               |                    | -                  | -                  |             | -           | -           | 32     | 0      |
| 2017                   | FC Cincinnati          | USL                    | 28+1       | 2+0        | USOC            | 5               | 1               |                    | -                  | -                  |             | -           | -           | 34     | 3      |
| 2018                   | FC Cincinnati          | USL                    | 32+2       | 11+1       | USOC            | 2               | 1               |                    | -                  | -                  |             | -           | -           | 36     | 13     |
| 2019                   | FC Cincinnati          | MLS                    | 6          | 0          | USOC            | 2               | 0               |                    | -                  | -                  |             | -           | -           | 8      | 0      |
| Totale FC Cincinnati   | Totale FC Cincinnati   | Totale FC Cincinnati   | 100        | 14         |                 | 10              | 2               |                    | -                  | -                  |             | -           | -           | 110    | 16     |
| 2020                   | Louisville City        | USLC                   | 15+3       | 5+1        |                 | -               | -               |                    | -                  | -                  |             | -           | -           | 18     | 6      |
| 2021                   | Louisville City        | USLC                   | 21+3       | 3+0        |                 | -               | -               |                    | -                  | -                  |             | -           | -           | 24     | 3      |
| Totale Louisville City | Totale Louisville City | Totale Louisville City | 42         | 9          |                 | -               | -               |                    | -                  | -                  |             | -           | -           | 42     | 9      |
| Totale carriera        | Totale carriera        | Totale carriera        | 191        | 25         |                 | 13              | 3               |                    | 2                  | 0                  |             | -           | -           | 206    | 28     |